# Time (xkcd)
Pour les articles homonymes, voir Time.
Time (« temps » en anglais) est la 1 189e publication de la bande dessinée en ligne xkcd. Elle est composée d'une séquence de 3 099 images publiées en 123 jours, entre le 25 mars et le 26 juillet 2013. La séquence en entier forme une sorte de vidéo au ralenti.

## Histoire
L'histoire débute avec deux bonhommes allumettes masculin et féminin construisant un château de sable sur une plage. Lors de la construction, la femme constate que la mer (visible dans le coin droit de la case) monte. Après avoir terminé la construction du château et avoir temporairement empêché l'érosion de ce dernier par la mer, le duo part en expédition afin de découvrir pourquoi le niveau de la mer monte. Alors qu'ils quittent, les images pâlissent peu à peu alors que le château se dégrade.
Lors du voyage, le duo découvre une rivière qu'ils ne connaissaient pas. L'homme y perd sa gourde. Ils accélèrent le rythme, suivant la rivière et faisant des observations en chemin. Alors qu'ils campent sous un arbre, l'homme découvre les vestiges d'un camp. En continuant leur voyage, ils découvrent un autre camp ainsi que de gros arbres aux drôles de formes dont l'un possède des marques. Découvrant un bateau délabré qu'ils pourraient utiliser pour traverser la rivière, ils décident plutôt de poursuivre vers les montagnes. Alors qu'il grimpent une petite colline, l'homme voit un serpent et tombe à la renverse sur la femme. Ils continuent par la suite leur chemin.
Ils entendent par la suite des gazouillis provenant d'un arbre et prennent le temps d'observer un oiseau et sa progéniture. Reprenant le chemin, ils arrivent à une petite rivière où ils se reposent. La femme découvre qu'ils sont sur une falaise de laquelle s'écoule une grande chute d'eau. Après s'être imprégné du paysage, le duo décide d'aller voir à quoi ressemblent les montagnes et continuent leur ascension. Après avoir trouvé sur leur chemin un hérisson, le chemin devient de plus en plus escarpé. Le couple décide d'accélérer le pas.
Sur un plateau, ils découvrent une maison abandonnée. Installés près d'elle, l'homme est attaqué par un fauve. La femme le chasse avec un bâton et est blessée à la jambe lors de l'opération. Ils font un pansement à l'aide d'un drapeau datant de la construction du château de sable et amené jusque là par l'homme. Voyant une structure au sommet de la montagne, ils décident dans les circonstances de poursuivre la route, évaluant que le chemin à parcourir est moins grand qu'un retour à la maison. À la tombée de la nuit, chacun fait un tour de garde pour guetter les éventuels prédateurs. L'homme prend le premier tour alors que les étoiles défilent en arrière-plan. Il réveille la femme pour qu'elle prenne son tour et se réveille tard en matinée. Ils pressent le pas, comptant retourner à la maison s'ils ne trouvent personne au sommet.
Chemin faisant, ils trouvent une sorte de guérite d'où la femme voit des gens au loin. Ils vont à leur rencontre, se demandant en chemin ce qui est advenu de leur château de sable. Ils rencontrent finalement 3 personnes portant des chapeaux/casques. La femme tente de communiquer, mais les personnes parlent une langue incompréhensible. Elle leur montre ses blessures et ils la traitent en y apposant une sorte de pâte. Après avoir bu, s'être reposé et avoir communiqué par dessins, le couple est amené au château (un vrai), où ils rencontrent une femme qui parle un anglais rudimentaire et leur explique les raisons de la montée du niveau de l'eau. Elle dit que son peuple a érigé une risberme afin de contenir la « rivière la plus puissante de la planète ». La risberme va se briser d'ici quelques jours et va inonder la contrée du couple. La femme affirme qu'il est trop tard, qu'ils sont trop loin pour retourner à temps à la maison et qu'ils devraient demeurer avec eux. Le couple en décide autrement et se dépêche de rentrer, après avoir pris des provisions et se dirigeant à l'aide de la carte que la femme a volée.
De retour à la maison, ils tentent d'organiser l'évacuation des lieux. Soudain, une fille arrive dans un bateau qu'elle a construit à partir des restes du château de sable et les gens s'y entassent afin de pouvoir naviguer sur la rivière. Ils tombent sur d'autres habitants de la région qui se sont entassés sur un bateau plus petit. Après les avoir embarqués et avoir passé la nuit sur l'eau, le couple voit la terre et réveille les autres. Ils y accostent et partent explorer les nouvelles terres.

## Toile de fond
Après la publication, le créateur Randall Munroe raconte le contexte et les détails de cette dernière à Wired News. Il explique que l'histoire se déroule 11 000 ans dans le futur dans un monde où la civilisation actuelle est depuis longtemps éteinte. L'histoire se déroule dans le bassin méditerranéen, grandement évaporé à la suite des mouvements tectoniques l'ayant isolé de l'océan Atlantique, comme lors de la transgression pliocène il y a 5,3 millions d'années. 
Munroe a fait des recherches sur la faune et la flore de la région et les a intégrées dans sa bande dessinée, donnant ainsi des indices sur l'endroit où se déroule l'histoire. Selon lui, « J'ai reçu des suggestions de botanistes et d'herpétologistes et j'ai un fichier détaillé sur chacune des espèces rencontrées ou discutées par les personnages, comme les palmiers nains, les genévriers, les cerastes et les boas des sables,. »
L'accéléré des étoiles présenté lors de la nuit de veille du couple a été réalisé à l'aide d'un logiciel d'astronomie afin de reproduire le ciel de la région et de l'époque des personnages. Ainsi, on n'y retrouve plus l'étoile Antarès puisque l'astronome Phil Plait a dit à Munroe que cette dernière a pu devenir une supernova avant l'époque de l'histoire.
La langue des montagnards a été élaborée à l'aide d'un linguiste et elle n'a toujours pas été décryptée. Munroe a précisé qu'il va peut-être la réutiliser dans une future bande dessinée.

## Publication
Au départ, les images de la bande dessinée étaient mises à jour toutes les trente minutes. Après la 240e image, les mises à jour sont passées à une par heure. Après la 2440e image, cinq images ont été mises en ligne très rapidement, présentant un météore traversant le ciel. Par la suite, les mises à jour se sont à nouveau faites au rythme d'une par heure.

## Réception
La bande dessinée a été bien reçue en ligne. Cory Doctorow a affirmé que la publication « s'écoulait bien, », avec une « stupéfiante toile de fond » en conclusion. Laura Hudson, de Wired News, a déclaré que la publication était « épique ». Glen Tickle, de Geekosystem (en), a déclaré que cette œuvre de Munroe était son magnum opus. Tasha Robinson, de The A.V. Club, a affirmé que « ceci est un divertissement lent pour un monde qui ne l'est pas, mais c'est également une expérience astucieuse qui fait en sorte que les gens continuent de lire XKCD, qui à son meilleur est moins une bande dessinée qu'une boîte à idées et une expérience partagée,. » La publication a également été commentée par The Verge et The Washington Post,.
La bande dessinée a également été fortement commentée sur le forum du site, dépassant les 50 000 annotations. Des fans ont également créé un wiki à la publication ainsi qu'un univers propre à cette dernière,.
Elle a reçu le Prix Hugo de la meilleure histoire graphique en 2014.